# Вранчице
Вранчице (чеш. Vrančice) је насељено мјесто са административним статусом сеоске општине (чеш. obec) у округу Прибрам, у Средњочешком крају, Чешка Република.

## Становништво
Према подацима о броју становника из 2014. године насеље је имало 149 становника.